# Lepljivi rožiček
Lepljivi rožiček (znanstveno ime Calocera viscosa) je gliva iz rodu rožičkov (Calocera).

## Značilnosti
Trosnjak je sestavljen iz vejic, ki spominjajo na rogovje ali korale in se blizu konic pogosto razcepijo. Je svetlo rumene do oranžne barve. V suhem vremenu lahko barva postane oranžno rdeča. Visok je od 3 do 10 cm.

## Razširjenost in življenjski prostor
Raste kot gniloživka na koreninah in štorih iglavcev čez celo leto, a najraje v jeseni. Od podobnih vrst se razlikuje po temu, da vedno raste na lesni podlagi, čeprav je včasih videti, kot da raste iz zemlje.

## Mikroskopske značilnosti
Trosni odtis je bele barve. Trosi so elipsoidni in rahlo upognjeni, gladki, neamiloidni in merijo 8–12 x 3,5–5 μm. Bazidiji nosijo po dva trosa.

## Podobne vrste
- rogasti rožiček (Calocera cornea)
- viličasti rožiček (Calocera furcata)
- oranžna grivenka (Ramariopsis crocea)
- rogovilasta grivuša (Clavulinopsis corniculata)
- vretenasta grivuša (Clavulinopsis fusiformis)

## Uporabnost
Neužiten.

## Galerija slik
- ilustracija
- lepljivi rožički
- trosi